# یه-ون ری
یه-وُن ری (انگلیسی: Ye-One Rhie؛ زادهٔ ۲۹ اوت ۱۹۸۷) سیاستمدار کره‌ای‌تبار و نماینده حزب سوسیال دمکرات از زمان انتخابات فدرال (۲۰۲۱) در مجلس فدرال آلمان است.

## کفالت سیاسی توماج صالحی
یه-وُن ری یکی از اولین کسانی بود که موضوع کفالت سیاسی برای زندانیان در خطر اعدام در ایران را پیگیری کرد و در این راستا کفالت سیاسی توماج صالحی و محمد مهدی پاینده را بر عهده گرفت.